# Chailly-en-Brie
Chailly-en-Brie is een gemeente in het Franse departement Seine-et-Marne (regio Île-de-France) en telt 1349 inwoners (2005). De plaats maakt deel uit van het arrondissement Meaux.

## Geografie
De oppervlakte van Chailly-en-Brie bedraagt 17,5 km², de bevolkingsdichtheid is 77,1 inwoners per km².
De onderstaande kaart toont de ligging van Chailly-en-Brie met de belangrijkste infrastructuur en aangrenzende gemeenten.

## Demografie
Onderstaande figuur toont het verloop van het inwonertal (bron: INSEE-tellingen).